# 人間レッスン
『人間レッスン』（にんげんレッスン、韓国語：인간수업）は2020年4月29日にNetflixで全世界に配信されている大韓民国のドラマである。

## あらすじ
金を稼ぐために取り返しのつかない犯罪の道を選択した高校生たちが、それによって取返しのつかない残酷な対価を払う過程を描いた。

## 出演
※括弧内は日本語吹替。

### 主要人物
- オ・ジス：キム・ドンヒ[2]（花倉洸幸）

男子高校生。売春斡旋業者。
- ソ・ミンヒ：チョン・ダビン[3]（野村麻衣子）

売春女子高生。
- ペ・ギュリ：パク・ジュヒョン（佐久間友理）

女子高生。ジスの同業者。
- クァク・ギテ：ナム・ユンス[4]（岩川拓吾）

男子不良高校生。ミンヒの彼氏。
- イ・ワンチョル：チェ・ミンス

ジスの同業者。

## 賞とノミネート

### 受賞
- 2021年「第57回百想芸術大賞 TV部門新人女優賞」（パク・ジュヒョン）

### ノミネート
- 2021年「第57回百想芸術大賞 ドラマ賞」（人間レッスン）
- 2021年「第57回百想芸術大賞 新人俳優賞」（ナム・ユンス）